# Bonito de Santa Fé
Bonito de Santa Fé är en kommun i Brasilien.   Den ligger i delstaten Paraíba, i den östra delen av landet, 1 400 km nordost om huvudstaden Brasília. Antalet invånare är 10 806.
Omgivningarna runt Bonito de Santa Fé är huvudsakligen savann. Runt Bonito de Santa Fé är det ganska glesbefolkat, med 30 invånare per kvadratkilometer.